# Виља Нуева
Виља Нуева (шп. Villa Nueva) је град у Аргентини у покрајини Мендоза. Према процени из 2005. у граду је живело 233.213 становника.

## Становништво
Према процени, у граду је 2005. живело 233.213 становника.
| 1980.   | 1991.   | 2001.   |
| ------- | ------- | ------- |
| 164.670 | 200.447 | 223.365 |